# Биатлон на Зимским олимпијским играма 2018.
Такмичење у биатлону на Зимским олимпијским играма 2014. у Пјонгчангу, одржано је од 9. до 25. фебруара 2018. на олимпијском центру за скијашко трчање и биатлон Алепнзија у окрузима Daegwallyeong-myeon, Pyeongchang-gun, који се налазе у Провинцији Gangwon-do у Јужној Кореји
Биатлон је први пут у програму Зимских олимпијских игара на 1960. у Скво Велију само у мушкој конкуренцији. Жене су морале чекати до Зимских олимпијских игара 1992. у Абервилу. 
На последњим Играма у Сочију програм је за дисциплину мешовиту штафету у којој учествују две жене и два мушкарца на дистанци 2 х 6 км (жене) и 2 х 7,5 км (мушкарци).
Резултати свих дисциплина не бодују се у такмичењу за Светски куп у биатлону 2017/18.

## Дисциплине
На играма у Пјонгчангу 2018. у биатлону се такмичило у једанаест дисциплина, пет мушких, пет женских и једна мешовита.
| Мушкарци                               | Жене                  |
| -------------------------------------- | --------------------- |
| Штафета 4 x 7,5 км                     | Штафета 4 x 6 км      |
| Спринт 10 км                           | Спринт 7,5 км         |
| Потера 12,5 км                         | Потера 10 км          |
| Масовни старт 15 км                    | Масовни старт 12,5 км |
| Појединачно 20 км                      | Појединачно 15 км     |
| Мешовита штафета 2 х 6 км и 2 х 7,5 км |                       |

## Распоред такмичења
Сва времена су дата по времену (UTC + 8) 
| Датум                      | Старт | Финиш | Дисциплина                             |
| -------------------------- | ----- | ----- | -------------------------------------- |
| Субота 10. фебруар 2018    | 20.15 | 21.35 | Спринт 7,5 км жене                     |
| Недеља 11. фебруар 2018    | 20.15 | 21.40 | Спринт 10 км мушкарци                  |
| Понедељак 12. фебруар 2018 | 19.10 | 20.00 | Потера 10 км жене                      |
| Понедељак 12. фебруар 2018 | 21.00 | 21.50 | Потера 12,5 км мушкарци                |
| Четвртак 14. фебруар 2018  | 20.05 | 22.00 | Појединачно 15 км жене                 |
| Петак 15. фебруар 2018     | 20.00 | 20:00 | Појединачно 20 км мушкарци             |
| Понедељак 17. фебруар 2018 | 19,00 | 20:00 | Масовни старт 15 км жене               |
| Уторак 18. фебруар 2018    | 20.15 | 21.10 | Масовни старт 12,5 км мушкарци         |
| Среда 20. фебруар 2014     | 20.15 | 21.45 | Мешовита штафета 2 х 6 км и 2 х 7,5 км |
| Петак 22. фебруар 2014     | 20.15 | 21.45 | Штафета 4 x 6 км жене                  |
| Субота 23. фебруар 2014    | 20.15 | 21.45 | Штафета 4 x 7,5 км мушкарци            |

## Земље учеснице
Укупна квота спортиста који су се могли такмичити у биатлону на Играма била је 230 спортиста (115 мушкараца и 115 жена) из 28 земаља.
Квоте по земљама се обрачунавају на основу поена најбољих биатлонаца у свакој земљи на основу резултата у Купу нација и у дисциплинама спринт, појединачно и штафетна трка на у сезони 2016. и резултатима Светског купа у биатлону 2017/18. године.
1. Аустрија  9 (6+3)
2. Белгија  2 (2+0)
3. Белорусија  10 (5+5)
4. Бугарска  10 (5+5)
5. Естонија 6 (5+1)
6. Италија 11 (5+6)
7. Јапан  6 (1+5)
8. Јужна Кореја 6 (1+5)
9. Казахстан 10 (5+5)
10. Канада 10 (5+5)
11. Кина 2 (0+2)
12. Летонија 3 (2+1)
13. Литванија  4 (2+2)
14. Немачка 12 (6+6)
15. Норвешка 11 (6+5)
16. Пољска 7 (2+5)
17. Румунија 6 (5+1)
18. Русија (ОАР)  4 (2+2)
19. САД 10 (5+5)
20. Словачка 10 (5+5)
21. Словенија 7 (5+2)
22. Уједињено Краљевство  1 (0+1)
23. Украјина 11 (5+6)
24. Финска 8 (3+5)
25. Француска 12 (6+6)
26. Чешка 11 (5+6)
27. Швајцарска 10 (5+5)
28. Шведска 10 (5+5)

## Освајачи медаља

### Мушкарци
| Дисциплина                 |                                                                                  | Резултат  |                                                                                        | Резултат  |                                                                | Резултат  |
| Спринт 10 км детаљи        | Арнд Пајфер · Немачка                                                            | 23:38,8   | Михал Крчмарж · Чешка                                                                  | 23:43,2   | Доминик Виндиш · Италија                                       | 23:46,5   |
| Потера 12,5 км детаљи      | Мартен Фуркад · Француска                                                        | 32:51,7   | Себастијан Самуелсон · Шведска                                                         | 33:03,7   | Бенедикт Дол · Немачка                                         | 33:06,8   |
| Појединачно 20 км детаљи   | Јоханес Тингнес Бе · Норвешка                                                    | 48:03,8   | Јаков Фак · Словенија                                                                  | 48:09,3   | Доминик Ландертингер · Аустрија                                | 48:18,0   |
| Масовни старт 15 км детаљи | Мартен Фуркад · Француска                                                        | 35:47,3   | Симон Шемп · Немачка                                                                   | 35:47,3   | Емил Хегле Свендсен · Норвешка                                 | 35:58,5   |
| Штафета 4 х 7,5 км детаљи  | Шведска · Пепе Фемлинг · Јеспер Нелин · Себастијан Самуелсон · Фредрик Линдстрем | 1,15:16,5 | Норвешка · Ларс Хелге Биркеланд · Тарјеј Бе · Јоханес Тингнес Бе · Емил Хегле Свендсен | 1.16:12,0 | Немачка · Ерик Лесер · Бенедикт Дол · Арнд Пајфер · Симон Шемп | 1.17:23,6 |

### Жене
| Дисциплина                 |                                                                                    | Резултат  |                                                                 | Резултат  |                                                                             | Резултат  |
| Спринт 7,5 км детаљи       | Лаура Далмајер · Немачка                                                           | 21:06,2   | Марте Олсбу · Норвешка                                          | 21:30,4   | Вероника Виткова · Чешка                                                    | 21:32,0   |
| Потера 10 км детаљи        | Лаура Далмајер · Немачка                                                           | 30:35,3   | Анастасија Кузмина · Словачка                                   | 31:04,7   | Анајс Бескон · Француска                                                    | 31:04,9   |
| Појединачно 15 км детаљи   | Хана Еберг · Шведска                                                               | 41:07,2   | Анастасија Кузмина · Словачка                                   | 41:31,9   | Лаура Далмајер · Немачка                                                    | 41:48,4   |
| Масовни старт 12 км детаљи | Анастасија Кузмина · Словачка                                                      | 35:23,0   | Дарја Домрачева · Белорусија                                    | 35:41,8   | Тирил Екхоф · Норвешка                                                      | 35:50,7   |
| Штафета 4 х 6 км детаљи    | Белорусија · Надежда Скардино · Ирина Кривко · Динара Алимбекова · Дарја Домрачева | 1.12:03,4 | Шведска · Лин Персон · Мона Брорсон · Ана Магнусон · Хана Еберг | 1.12:14,1 | Француска · Анајс Шевалије · Мари Дорен Абер · Жистин Брезаз · Анајс Бескон | 1.12:21,0 |

### Мешовите дисциплине
| Дисциплина                                     |                                                                            | Резултат  |                                                                                 | Резултат  |                                                                        | Резултат  |
| Мешовита штафета 2 х 6 км и 2 х 7,5 км, детаљи | Француска · Мари Дорен Абер · Анајс Бескон · Симон Дестије · Мартен Фуркад | 1:08.34,3 | Норвешка · Марте Олсбу · Тирил Екхоф · Јоханес Тингнес Бе · Емил Хегле Свендсен | 1:08.55,2 | Италија · Лиза Витоци · Доротеа Вијерер · Лукас Хофер · Доминик Виндиш | 1:09.01,2 |

## Биланс медаља
| Медаље земље домаћина |

|    | Земља      |   |   |   |    |
| -- | ---------- | - | - | - | -- |
| 1. | Француска  | 2 | 0 | 0 | 2  |
| 2. | Немачка    | 1 | 1 | 2 | 4  |
| 3. | Норвешка   | 1 | 1 | 1 | 3  |
| 4. | Шведска    | 1 | 1 | 0 | 2  |
| 5. | Чешка      | 0 | 1 | 0 | 1  |
| 5. | Словенија  | 0 | 1 | 0 | 1  |
| 7. | Аустрија   | 0 | 0 | 1 | 1  |
| 7. | Италија    | 0 | 0 | 1 | 1  |
|    | Укупно (8) | 5 | 5 | 5 | 15 |

|    | Земља      |   |   |   |    |
| -- | ---------- | - | - | - | -- |
| 1. | Немачка    | 2 | 0 | 1 | 3  |
| 2. | Словачка   | 1 | 2 | 0 | 3  |
| 3. | Шведска    | 1 | 1 | 0 | 2  |
| 3. | Белорусија | 1 | 1 | 0 | 2  |
| 5. | Норвешка   | 0 | 1 | 1 | 2  |
| 6. | Француска  | 0 | 0 | 2 | 2  |
| 7. | Чешка      | 0 | 0 | 1 | 1  |
|    | Укупно (7) | 4 | 4 | 4 | 12 |

|     | Земља       |    |    |    |    |
| --- | ----------- | -- | -- | -- | -- |
| 1.  | Немачка     | 3  | 1  | 3  | 7  |
| 2.  | Француска   | 3  | 0  | 2  | 5  |
| 3.  | Шведска     | 2  | 2  | 0  | 4  |
| 4.  | Норвешка    | 1  | 3  | 2  | 6  |
| 5.  | Словачка    | 1  | 2  | 0  | 3  |
| 6.  | Белорусија  | 1  | 1  | 0  | 2  |
| 7.  | Чешка       | 0  | 1  | 1  | 2  |
| 8.  | Словенија   | 0  | 1  | 0  | 1  |
| 9.  | Италија     | 0  | 0  | 2  | 2  |
| 10. | Аустрија    | 0  | 0  | 1  | 1  |
|     | Укупно (10) | 11 | 11 | 11 | 33 |

|     | Такмичар/ка          | Земља      |   |   |   |   |
| --- | -------------------- | ---------- | - | - | - | - |
| 1.  | Мартен Фуркад        | Француска  | 3 | 0 | 0 | 3 |
| 2.  | Лаура Далмајер       | Немачка    | 2 | 0 | 1 | 3 |
| 3.  | Анастасија Кузмина   | Словачка   | 1 | 2 | 0 | 3 |
| 3.  | Јоханес Тингнес Бе   | Норвешка   | 1 | 2 | 0 | 3 |
| 5.  | Дарја Домрачева      | Белорусија | 1 | 1 | 0 | 2 |
| 5.  | Себастијан Самуелсон | Шведска    | 1 | 1 | 0 | 2 |
| 7.  | Анајс Бескон         | Француска  | 1 | 0 | 2 | 3 |
| 7.  | Мари Дорен Абер      | Француска  | 1 | 0 | 2 | 3 |
| 9.  | Анајс Бескон         | Француска  | 1 | 0 | 1 | 2 |
| 10. | Емил Хегле Свендсен  | Норвешка   | 0 | 2 | 1 | 3 |
| 11. | Марте Олсбу          | Норвешка   | 0 | 2 | 0 | 2 |
| 12. | Тирил Екхоф          | Норвешка   | 0 | 1 | 1 | 2 |
| 12. | Симон Шемп           | Немачка    | 0 | 1 | 1 | 2 |
| 14. | Доминик Виндиш       | Италија    | 0 | 0 | 2 | 2 |
| 14. | Бенедикт Дол         | Немачка    | 0 | 0 | 2 | 2 |